# Chapadamastax diamantina
Chapadamastax diamantina är en insektsart som beskrevs av Marius Descamps 1979. Chapadamastax diamantina ingår i släktet Chapadamastax och familjen Eumastacidae. Inga underarter finns listade i Catalogue of Life.